# 凤州站
凤州站，位于中华人民共和国陕西省宝鸡市凤县凤州镇，是宝成铁路上的火车站，建于1954年，由西安铁路局管辖。

## 車站周邊
- 中国移动龙口营销中心店
- 中国邮政龙口邮政支局
- 中国电信龙口中心营业所
- 凤县工商行政管理局凤州工商所
- 凤县林业局
- 农村商业银行凤州信用社
- 凤州镇人民政府
- 凤县第一人民医院
- 凤县凤州初级中学

## 歷史
- 建于1954年。

## 外部連結
- 中国铁路客户服务中心（页面存档备份，存于）